# Ferussaciidae
Ferussaciidae — семейство небольших или среднего размера лёгочных земляных улиток подотряда Стебельчатоглазые (Stylommatophora).

## Анатомия
В этом семействе количество гаплоидных хромосом лежит между 26 и 30.

## Ареал
Виды семейства встречаются от Африки до Европы и Ближнего Востока, в тропической Америке, на Гавайях и в тропической Азии.

## Таксономия
В семействе не выделяют подсемейств. Название Ferussaciidae более современное, но было объявлено как nomen protectum, а Cecilioididae было объявлено как nomen protectum, поскольку оно не использовалось более 100 лет.

### Роды
- Amphorella Lowe, 1852
- Calaxis Letourneux & Bourguignat, 1887[4]
- Cecilioides Férussac, 1814[3][4]
- Coilostele Benson, 1864[4]
- Conollya Odhner, 1932[4]
- Cylichnidia R. T. Lowe, 1852
- Digoniaxis Jousseaume, 1889
- Ferussacia Risso, 1826 — типовой род семейства[3][4]
- Hohenwartiana Bourguignat, 1864[4]
- Karolus Folin, 1870
- Pseudocalaxis Pallary, 1912
- Sculptiferussacia Germain, 1911[4]